# Lac Calima
Pour les articles homonymes, voir Calima.
Le lac Calima est un lac de barrage situé dans le département de Valle del Cauca, en Colombie.  

## Géographie
Le lac Calima est situé à 50 km au nord de la ville de Cali, sur le cours du río Calima. Il est situé en quasi-totalité dans la municipalité de Calima el Darién, avec une pointe dans celle de Yotoco. 
Il a un volume de 781 millions de m3, pour une superficie de 20 km2.